# HD74388
HD74388 — хімічно пекулярна зоря спектрального класу B8, що має видиму зоряну величину в смузі V приблизно  7,0.
Вона  розташована на відстані близько 1304,6 світлових років від Сонця.

## Пекулярний хімічний склад
Зоряна атмосфера HD74388 має підвищений вміст 
Si
.